# Les Rebelles de l'Arizona
Pour plus de détails, voir Fiche technique et Distribution.
Les Rebelles de l'Arizona (titre original : Arizona Bushwhackers) est un western américain réalisé par Lesley Selander, sorti en 1968.

## Fiche technique
- Titre : Les Rebelles de l'Arizona
- Titre original : Arizona Bushwhackers
- Réalisation : Lesley Selander
- Production : A.C. Lyles
- Société de production : A.C. Lyles Productions
- Société de distribution : Paramount Pictures
- Scénario : Steve Fisher d'après une histoire de Steve Fisher et de Andrew Craddock
- Musique : Jimmie Haskell
- Photographie : Lester Shorr
- Montage : John F. Schreyer
- Direction artistique : Hal Pereira et Al Roelofs
- Décorateur de plateau : Robert R. Benton et Jerry Welch
- Pays de production : États-Unis
- Format : Couleur Technicolor - 35 mm - 2,35:1 - Son : Mono
- Genre : Western
- Durée : 87 minutes
- Date de sortie : 
  - États-Unis : mars 1968
- Affiche : Boris Grinsson (France)

## Distribution
- Howard Keel (VF : Claude Bertrand) : Lee Travis
- Yvonne De Carlo (VF : Paule Emmanuèle) : Jill Wyler
- John Ireland (VF : René Arrieu) : Dan Shelby
- Marilyn Maxwell (VF : Nathalie Nerval) : Molly
- Scott Brady (VF : Jean Violette) : Tom Rile
- Brian Donlevy : Le maire Smith
- Barton MacLane (VF : Lucien Bryonne) : Shérif Grover
- James Craig : Ike Clanton
- Roy Rogers Jr. : Roy
- Regis Parton (VF : Georges Aubert) : Curly
- Montie Montana : Stage Driver
- Eric Cody : Bushwhacker
- James Cagney (VF : Michel Gatineau) : Narrateur (voix) (non crédité)